# 温景义
温景义（？—2010年10月9日），男，吉林榆树人，中华人民共和国军事人物，曾任甘肃省军区政治委员，第七届全国人大代表，1988年被授予少將軍銜。